# Amed Bozan
Amed Bozan (* 25. Februar 1989 in Schweden) ist ein schwedischer Schauspieler.

## Leben und Karriere
Amed Bozan wurde am 25. Februar 1989 in Schweden geboren. Er ist kurdischer Abstammung. Er studierte an der Teaterhögskolan i Stockholm. Außerdem bekam er 2020 in Kalifat die Hauptrolle. Zudem bekam er die Auszeichnung Crystal Award als „Bester Schauspieler“. Bozan war unter anderem auch bei Folkteatern in Göteborg und Uppsala Stadsteater aktiv. 2023 spielte Bozan in der Serie Älskade Samir die Hauptrolle.

## Filmografie (Auswahl)
- 2020: Kalifat
- 2021: Beck: Den förlorade sonen
- 2023: Älskade Samir
- 2023: Konferensen